# The Wombats Proudly Present: This Modern Glitch
The Wombats Proudly Presents: This Modern Glitch è il secondo album in studio del gruppo musicale indie britannico The Wombats. L'album è stato pubblicato il 25 aprile 2011 nel Regno Unito e il 22 aprile in Australia. I singoli che hanno preceduto l'uscita dell'album sono stati Tokyo (Vampires & Wolves), Jump Into the Fog e Anti-D, usciti rispettivamente il 24 settembre 2010, 24 gennaio 2011 e l'11 aprile 2011. Techno Fan sarà il quarto singolo estratto dall'album, e sarà pubblicato il 20 giugno.

## Tracce
1. Our Perfect Disease - 3:46
2. Tokyo (Vampires And Wolves) - 3:45
3. Jump Into the Fog - 3:51
4. Anti-D - 4:39
5. Last Night I Dreamt... - 3:32
6. Techno Fan - 3:58
7. 1996 - 4:19
8. Walking Disasters - 4:16
9. Girls/Fast Cars - 3:35
10. Schumacher the Champagne - 4:50

## Formazione
- Mattew Murphy - voce, chitarra, tastiere
- Tord Øverland-Knudsen - basso
- Dan Haggis - batteria